# Everard Mercurian
Everard Mercurian SJ, właściwie Everard Lardinois, ur. w 1514 w Marcourt koło Luksemburga, zm. 1 sierpnia 1580 w Rzymie, był czwartym generałem zakonu jezuitów.
Ponieważ sam podpisywał się jako Everard Mercurianus (czyli po łacinie "pochodzący z Marcourt") forma "Mercurian" utrwaliła się jako nazwisko. Do 22 roku życia pracował w gospodarstwie rodziców a podstawowe wykształcenie otrzymał od miejscowego proboszcza. W 1536 r., czując powołanie do stanu kapłańskiego, rozpoczął naukę w kolegium Świętego Hieronima w Liège prowadzonym przez Braci Wspólnego Życia. Następnie rozpoczął studia na uniwersytecie w Lowanium, gdzie w r. 1544 otrzymał stopień Magister Artium. Po powrocie do Liège został sekretarzem jednego z urzędników diecezjalnych a następnie przyjął święcenia kapłańskie i otrzymał w administrację małą parafię wiejską w Waillet.
Jeszcze w trakcie studiów zetknął się z pierwszymi jezuitami – m.in. Franciszkiem Estrada i Piotrem Fabrem. Podczas pobytu w Paryżu w 1547 r. odprawił miesięczne rekolekcje, tzw. Ćwiczenia duchowne, pod kierunkiem Pawła d'Achille i zdecydował o wstąpieniu do jezuitów. Przez kilka lat kontynuował w Paryżu studia teologiczne głosząc kazania w kościele kartuzów. W 1551 r. Ignacy Loyola wezwał go do Rzymu powierzając różne odpowiedzialne funkcje – m.in. ministra domu profesów w Rzymie, organizatora i rektora nowego kolegium jezuickiego w Perugii, komisarza zakonnej prowincji Dolnych Niemiec i Niderlandów. Nowy generał jezuitów Jakub Lainez mianował Mercuriana prowincjałem tejże prowincji. Zgodnie ze swoim przekonaniem, które wyłożył podczas Kongregacji Generalnej, że kolegia stanowią najlepszą barierę dla rozpowszechniania się protestantyzmu, w krótkim czasie i nie bez przeszkód doprowadził do otwarcia 2 nowych kolegiów w Nadrenii (Trewir i Moguncja) i 3 w Niderlandach (Tournai, Cambrai i Dinant).
Podczas II Kongregacji Generalnej w Rzymie w 1565 r. został wybrany asystentem Niemiec, którego jurysdykcji podlegały jezuickie prowincje na terenie Francji, Niderlandów, Niemiec i Austrii. Pełniąc równocześnie obowiązki ministra domu profesów w Rzymie kierował budową domu nowicjatu na Kwirynale. W 1569 r. został przez Franciszka Borgiasza wysłany jako wizytator do prowincji francuskiej z zadaniem ujednolicenia norm dyscyplinarnych obowiązujących w życiu wspólnotowym oraz przezwyciężenia partykularyzmów pojawiających się w nowych wspólnotach francuskich.
Gdy po śmierci Borgiasza papież Grzegorz XIII wyraził życzenie, aby kolejny przełożony generalny jezuitów nie był Hiszpanem, III Kongregacja Generalna wybrała 23 IV 1573 r. Mercuriana w pierwszym scrutinium (głosowaniu pisemnym) stosunkiem głosów 27 do 47.
Siedmioletnie rządy Mercuriana były okresem ilościowego rozwoju i konsolidacji Towarzystwa Jezusowego. Opracowano szczegółowe reguły dla przełożonych zakonnych (1577) oraz wyciąg podstawowych reguł z Konstytucji nazywany Summariuszem (1580). Liczba członków wzrosła z 4 do 5 tys. Otwarto 28 nowych kolegiów (m.in. w Poznaniu i Jarosławiu), 20 seminariów papieskich oraz utworzono 2 nowe prowincje (m.in. w 1575 r. samodzielną prowincję Polską). Mercurian poparł również w 1579 r. projekt podniesienia kolegium w Wilnie do rangi Akademii. W trosce o rozwój Kolegium Rzymskiego Mercurian sprowadził doń wybitnych teologów Roberta Bellarmina i Franciszka Suareza. Aby wspomóc katolików pod rządami Elżbiety I zainicjował misję angielską wysłając na Wyspy Brytyjskie Edmunda Campiona i Roberta Personsa. Patronował misji szwedzkiej prowadzonej przez Antoniego Possevina, Stanisława Warszewickiego i Wawrzyńca Nicolai Norwega. Misjom zamorskim przysłużył się kierując do tej pracy szereg wybitnych jednostek – m.in. Matteo Ricci. Mianowany przez Mercuriana wizytator prowincji azjatyckich, Aleksander Vagliano, zapoczątkował ważne zmiany w pracy misyjnej kładąc nacisk na naukę języków orientalnych, zrozumienie i zaadaptowanie miejscowych zwyczajów kulturalnych oraz otwieranie seminariów duchownych dla lokalnych kandydatów do kapłaństwa.
Mercurian zmarł w wieku lat 66 jako ofiara epidemii grypy, którą zaraził się pielęgnując chorych w ich domach. Pochowany przy kościele domu nowicjatu na Kwirynale, skąd szczątki zostały później przeniesione do krypty w kościele Il Gesù.